# Haparanda skärgård
Haparanda skärgårds nationalpark är en nationalpark i Sverige belägen i skärgården i Haparanda kommun i Norrbottens län. Nationalparken utgör en del av Haparanda kommuns skärgård.
Nationalparken består av ett antal öar i Bottenviken och har en sammanlagd yta på 6 600 hektar, varav den största, Haparanda Sandskär utgör en tiondel. Nationalparken inrättades 1995.
Några av sevärdheterna är de vidsträckta sandstränderna med sanddyner samt en intressant flora och rikt fågelliv.
Nationalparken nås med båt på sommaren och med skidor eller snöskoter över isen vintertid. Sandskär har  båtförbindelse från Nikkala flera gånger i veckan under juli och början av augusti.

## TV4-programmet Expedition Robinson
Skärgården blev 2020-2021 uppmärksammad för inspelningen av 2021 års säsong av TV-programmet Expedition Robinson. TV4 valde att flytta inspelningarna till Haparanda skärgård efter att coronapandemin stoppat produktionsbolaget från utlandsresor.